# Arctinus van Milete
Arctinus van Milete of Arctinus Milesius (Ἀρκτῖνος Μιλήσιος) was een oud-Grieks dichter die schreef over de Trojaanse Oorlog. Zijn reputatie is geheel gebaseerd op overlevering want van zijn werken is niets bewaard gebleven. Ook is niet bekend wanneer hij heeft geleefd. Doorgaans wordt aangenomen dat hij tussen 775 v.Chr. en 741 v.Chr. werkte en dat hij een leerling was van Homerus. Volgens Phaenias van Eresus leefde Arctinus in de 7e eeuw v.Chr. en werd hij in een wedstrijd verslagen door Lesches van Pyrrha.
Arctinus schreef de epische gedichten Æthiopis en Ilioupersis (De verwoesting van Troje) en misschien Naupactia.
- Bibliothèque nationale de France: cb17959030t (data)
- Gemeinsame Normdatei: 102381216
- Nederlandse Thesaurus van Auteursnamen: 069746990
- Système universitaire de documentation: 190391642
- Virtual International Authority File: 47152492
- WorldCat: E39PCjH6bxvCvJ4KF8V7m7TDYP